# Europsko prvenstvo u vaterpolu – Beograd 2006.
Europsko prvenstvo u vaterpolu 2006. godine se održao u Beogradu, u Srbiji.
Zanimljivost ovog prvenstva je što je domaćinstvo dobila država koja se raspala u razdoblju od dobivanja domaćinstva do trenutka održavanja prvenstva.
Utakmice su se održale na SC Banjici i SC Tašmajdanu.

## Skupine
| Skupina A  | Skupina B |
| ---------- | --------- |
| Srbija     | Hrvatska  |
| Rusija     | Italija   |
| Rumunjska  | Mađarska  |
| Španjolska | Slovenija |
| Nizozemska | Grčka     |
| Slovačka   | Njemačka  |

### Sastavi reprezentacija
Grčka: Georgios Reppas, Emmanouil Mylonakis, Dimitrios Mazis, Konstantinos Kokkinakis, Christos Afroudakis, Georgios Fountoulis, Nikitas Kocheilas, Georgios Ntoskas, Georgios Afroudakis, Dimitrios Miteloudis, Georgios Chatzidakis, Ioannis Fountoulis, Stylianos Protonotarios, Andreas Miralis, Konstantinos Dimoou

Izbornik: Alessandro Campagna
Hrvatska: Goran Volarević, Damir Burić, Boris Pavlović, Srđan Antonijević, Tihomil Vranješ, Ratko Štritof, Pavo Marković, Teo Đogaš, Danijel Premuš, Anđelo Šetka, Andro Bušlje, Miho Bošković, Josip Pavić, Maro Joković, Petar Muslim.

Izbornik: Ratko Rudić
Italija: Stefano Tempesti, Massimo Giacoppo, Christian Presciutti, Fabrizio Buonocore, 
Andrea Scotti Galletta, Maurizio Felugo, Federico Mistrangelo, Valerio Rizzo, Arnaldo Deserti, Alessandro Calcaterra, Luigi di Costanzo, Goran Fiorentini Jovanović, Fabio Bencivenga, Alex Giorgetti, Fabio Violetti

Izbornik: Paolo Malara
Mađarska: Zoltan Szecsi, Daniel Varga, Norbert Madaras, Adam Steinmetz, Tamas Kasas, Marton Szivos, Gergely Kiss, Norbert Hosnyanszky, Rajmund Fodor, Denes Varga, Gabor Kis, Tamas Molnar, Peter Biros, Miklos Gor-Nagy, Gabor Jaszberenyi. 

Izbornik: Denes Kemeny
Nizozemska: Marc Nolting, Matthijs de Bruijn, Tjerk Kramer, Willem Gerritse, Arno Havenga, Paul Verweij, Mark Siewers, Richard van Eck, E. van den Hoogenband, Roeland Christiaan Spijker, Gerben Silvis, Frank Hoogland, Martin Nederlof, Ton van Jaarsveld, Koen Verweij

Izbornik: Johan Aantjes
Njemačka: Alexander Tchigir, Florian Naroska, Fabian Schrödter, Marko Savić, Steffen Dierolf, Marc Politze, Heiko Nossek, Thomas Schertwitis, Andreas Schlotterbeck, Moritz Oeleer, Lukasz Kieloch, Sören Mackeben, Michael Zellmer, Erik Bukowski, Florian Müller.

Izbornik: Hagen Stamm
Rumunjska: Berttini Nenciu, Cosmin Radu, Florin Musat, Florin Bonca, Andrei Iosep, Andrei Busila, Gheorghe Dunca, Ramiro Georgescu, Alexandru Ghiban, George Georgescu, Alexandru Matei Guiman, Kalman Kadar, Edward Dina Andrei, Tiberiu, Negrean, Robert Dinu.

Izbornik: Vlad Hagiu
Rusija: Ilja Smirnov, Jurij Jacev, Pavel Halturin, Roman Dokučajev, Roman Balašov, Anton Korotajev, Revaz Čomakidze, Dmitrij Stratan, Aleksej Ogorkov, Marat Zakirov, Viktor Višnjakov, Andrej Rekečinski, Igor Šaltanov, Sergej Gubarev.

Izbornik: Aleksandr Kabanov
Slovačka: Michal Gogola, Peter Nižny, Juraj Zatovič, Jozef Hrošik, Alexander Nagy, Martin Mravik, Martin Palaščak, Karol Bačo, Juraj Sakač, Michal Gergely, Michal Kratochvil, Tomaš Bruder, Michal Hruška, Lukas Seman, Ladislav Vidumansky

Izbornik: Ladislav Vidumansky
Slovenija:  Igor Bjelofastov, Andrija Šulič, David Kecman, Miha Smarcan, Matej Nastran, Janez Grašič, Blaž Verač (kasnije suspendiran), Tomaž Mihelčič, Andraž Verač, Jure Nastran, Primož Troppan, Petar Jokič, Luka Prelc, Žiga Balderman, Martin Puš.

Izbornik: Celjko Tonkovič
Srbija: Denis Šefik, Petar Trbojević, Živko Gocić, Vanja Udovičić, Dejan Savić, Danilo Ikodinović, Slobodan Nikić, Filip Filipović, Aleksandar Ćirić, Aleksandar Šapić, Vladimir Vujasinović, Branko Peković, Slobodan Šoro, Duško Pijetlović, Andrija Prlainović. 

Izbornik: Dejan Udovičić
Španjolska: Inaki Aguilar, Mario Garcia, David Martin, Ricardo Perrone, Guillermo Molina, Sergio Mora, Oscar Rey, Jose Rodriguez, Xavier Valles, Felipe Perrone, Ivan Perez, Xavier Garcia, Angel Andreu, Marc Minguel, Blai Mallarach

Izbornik: Rafael Aguilar

## Natjecateljski sustav
U prvom krugu, igra se jednostruki ligaški sustav u dvjema skupinama. Za pobjedu se dobiva tri boda, za neriješeno bod, za poraz ništa.

Zadnje dvije iz skupina igraju unakrižno međusobno, po načelu 

A5-B6

A6-B5.

Poraženi igraju za 11. mjesto.

Pobjednici razigravaju s 4. iz skupina za poredak od 7. – 10. mjesta, t.j.

A5B6-B4

A6B5-A4

Pobjednici igraju za 7. mjesto, poraženi za 9. mjesto.

Pobjednici skupina idu izravno u poluzavršnicu. 2. i 3. iz skupina igraju u krnjoj četvrtzavršnici.

A2-B3

A3-B2.

Poraženi iz krnje četvrtzavršnice igraju za 5. mjesto, pobjednici idu na pobjednike skupina:

A3B2-A1

A2B3-B1.

Poraženi se bore za brončano odličje, pobjednici za zlatno odličje.

## Rezultati
Svi susreti su se igrali na Tašmajdanu.

### Prvi krug

#### Skupina A
| 1. kolo, 1. rujna |   |            |       |                      |
| Rumunjska         | - | Španjolska | 8:11  | (2:4, 2:4, 2:1, 2:2) |
| Nizozemska        | - | Slovačka   | 11:11 | (4:3, 2:3, 3:3, 2:2) |
| Srbija            | - | Rusija     | 13: 6 | (5:1, 3:1, 3:2, 2:2) |

Vode Srbija i Španjolska s 3 boda, Nizozemska i Slovačka po 1, Rumunjska i Rusija bez bodova.
| 2. kolo, 2. rujna |   |            |       |                      |
| Španjolska        | - | Slovačka   | 13: 8 | (3:3, 3:2, 4:0, 3:3) |
| Rumunjska         | - | Rusija     | 13:10 | (2:3, 4:1, 4:3, 3:3) |
| Srbija            | - | Nizozemska | 17:10 | (6:4, 3:1, 4:3, 4:2) |

Iznenađenje kola je bila rumunjska pobjeda nad Rusijom.

Vode Srbija i Španjolska sa 6 bodova, Rumunjska 3 boda, Nizozemska i Slovačka po 1, Rusija bez bodova.
| 3. kolo, 3. rujna |   |            |       |                      |
| Nizozemska        | - | Rumunjska  | 8: 8  | (4:2, 2:4, 1:1, 1:1) |
| Rusija            | - | Španjolska | 10:13 | (1:5, 5:1, 3:5, 1:2) |
| Srbija            | - | Slovačka   | 19: 2 | (4:1, 5:0, 6:1, 4:0) |

Vode Srbija i Španjolska s 9 bodova, Rumunjska 4 boda, Nizozemska 2 boda, Slovačka 1 bod, Rusija bez bodova.
| 4. kolo, 4. rujna |   |            |       |                      |
| Rusija            | - | Nizozemska | 11: 5 | (3:0, 2:2, 4:0, 2:3) |
| Rumunjska         | - | Slovačka   | 7: 6  | (1:2, 4:2, 1:1, 1:1) |
| Srbija            | - | Španjolska | 16:11 | (3:1, 5:3, 3:3, 5:4) |

Vodi Srbija s 12 bodova, Španjolska ima 9, Rumunjska ima 7, Rusija 3, Nizozemska 2, Slovačka 1 bod.
| 5. kolo, 5. rujna |   |            |       |                      |
| Rusija            | - | Slovačka   | 12: 9 | (2:2, 4:2, 3:1, 3:4) |
| Španjolska        | - | Nizozemska | 11:12 | (2:4, 4:3, 2:4, 3:1) |
| Srbija            | - | Rumunjska  | 13: 5 | (4:2, 2:1, 4:1, 3:1) |

Iznenađenje kola je bio španjolski poraz od Nizozemaca. 

| Država   | Plasman | Klub       | Ut | Pob | N | Por | Pos | Pri | RP  | Bod |
| -------- | ------- | ---------- | -- | --- | - | --- | --- | --- | --- | --- |
| 1/2 z.   | 1.      | Srbija     | 5  | 5   | 0 | 0   | 78  | 34  | +44 | 15  |
| 1/4 z.   | 2.      | Španjolska | 5  | 3   | 0 | 2   | 59  | 54  | +5  | 9   |
| 1/4 z.   | 3.      | Rumunjska  | 5  | 2   | 1 | 2   | 41  | 48  | -7  | 7   |
| 7. – 10. | 4.      | Rusija     | 5  | 2   | 0 | 3   | 49  | 53  | -4  | 6   |
| 9. – 12. | 5.      | Nizozemska | 5  | 1   | 2 | 2   | 46  | 58  | -12 | 5   |
| 9. – 12. | 6.      | Slovačka   | 5  | 0   | 1 | 4   | 36  | 62  | -84 | 1   |

#### Skupina B
| 1. kolo, 1. rujna |   |           |       |                      |
| Mađarska          | - | Slovenija | 23: 6 | (5:1, 8:0, 4:2, 6:3) |
| Grčka             | - | Njemačka  | 13: 8 | (1:1, 4:1, 3:4, 3:2) |
| Hrvatska          | - | Italija   | 8: 9  | (2:2, 0:2, 4:3, 2:2) |

U porazu dviju podjednakih reprezentacija, prevagnulo je to što je Hrvatska iskoristila "igrača više" u omjeru 2/10.

Vode Mađarska, Grčka i Italija s 3 boda, Hrvatska, Slovenija i Njemačka bez bodova.
| 2. kolo, 2. rujna |   |          |       |                      |
| Slovenija         | - | Grčka    | 6:19  | (2:5, 1:4, 2:3, 1:7) |
| Italija           | - | Njemačka | 8:11  | (1:4, 2:2, 1:2, 4:3) |
| Hrvatska          | - | Mađarska | 11:16 | (3:4, 4:3, 1:5, 3:4) |

Iznenađenje kola je bio poraz Italije, izrazitog favorita pred ovaj susret, od Njemačke.

Iako je konačni rezultat odrazio koliki je favorit Mađarska bila protiv Hrvatske, na poluvremenu je bilo neriješeno.

Vode Mađarska i Grčka sa 6 bodova, Njemačka i Italija po 3, Hrvatska i Slovenija bez bodova.
| 3. kolo, 3. rujna |   |           |       |                      |
| Njemačka          | - | Slovenija | 14: 6 | (2:2, 5:0, 2:3, 5:1) |
| Grčka             | - | Hrvatska  | 10:10 | (2:2, 1:1, 4:4, 3:3) |
| Mađarska          | - | Italija   | 13: 6 | (3:2, 6:2, 2:1, 2:1) |

Vodi Mađarska s 9 bodova, Grčka ima 7, Njemačka ima 6, Italija ima 3, Hrvatska 1 bod, Slovenija bez bodova.
| 4. kolo, 4. rujna |   |           |       |                      |
| Italija           | - | Slovenija | 20: 7 | (7:1, 3:1, 4:2, 6:3) |
| Mađarska          | - | Grčka     | 10: 8 | (3:2, 3:2, 1:2, 3:2) |
| Hrvatska          | - | Njemačka  | 9: 9  | (3:2, 3:1, 2:2, 1:4) |

Iznenađenje kola je to što Hrvatska nije pobijedila Njemačku, koja već dulje godina nije u europskom vaterpolskom vrhu.

Vodi Mađarska s 12 bodova, Grčka i Njemačka imaju 7, Italija ima 6, Hrvatska 2 boda, Slovenija bez bodova.
| 5. kolo, 5. rujna |   |           |       |                      |
| Hrvatska          | - | Slovenija | 19: 8 | (7:2, 5:3, 4:2, 3:1) |
| Mađarska          | - | Njemačka  | 20:10 | (7:1, 4:4, 3:5, 6:0) |
| Italija           | - | Grčka     | 14:11 | (2:2, 3:3, 4:2, 5:4) |

| Država   | Plasman | Klub      | Ut | Pob | N | Por | Pos | Pri | RP  | Bod |
| -------- | ------- | --------- | -- | --- | - | --- | --- | --- | --- | --- |
| 1/2 z.   | 1.      | Mađarska  | 5  | 5   | 0 | 0   | 82  | 41  | +41 | 15  |
| 1/4 z.   | 2.      | Italija   | 5  | 3   | 0 | 2   | 78  | 50  | +0  | 9   |
| 1/4 z.   | 3.      | Grčka     | 5  | 2   | 1 | 2   | 59  | 48  | +11 | 7   |
| 7. – 10. | 4.      | Njemačka  | 5  | 2   | 1 | 2   | 50  | 64  | -14 | 7   |
| 9. – 12. | 5.      | Hrvatska  | 5  | 1   | 2 | 2   | 29  | 74  | -45 | 5   |
| 9. – 12. | 6.      | Slovenija | 5  | 0   | 0 | 5   | 33  | 95  | -62 | 0   |

### Razigravanje za plasman

#### Za 7. – 12. mjesto
- pretkrug

| 7. rujna   |   |           |       |                      |
| Hrvatska   | - | Slovačka  | 12: 6 | (4:3, 1:0, 5:3, 2:0) |
| Nizozemska | - | Slovenija | 12: 8 | (3:1, 0:2, 5:1, 4:4) |

Hrvatska i Nizozemska odlaze u borbu za 7. – 10. mjesto.
- za 11. mjesto

| 8. rujna |   |           |       |                      |
| Slovačka | - | Slovenija | 10: 9 | (4:2, 3:1, 2:5, 1:1) |

#### Za 7. – 10. mjesto
| 8. rujna |   |            |       |                      |
| Hrvatska | - | Rusija     | 10: 7 | (2:1, 4:1, 1:2, 3:3) |
| Njemačka | - | Nizozemska | 12: 6 | (3:3, 3:1, 2:1, 4:1) |

- za 9. mjesto

| 9. rujna |   |            |       |                      |
| Rusija   | - | Nizozemska | 15:10 | (5:3, 3:3, 5:0, 2:4) |

- za 7. mjesto

| 9. rujna |   |          |       |                      |
| Hrvatska | - | Njemačka | 11: 7 | (2:1, 4:3, 2:1, 3:2) |

### Krnja četvrtzavršnica
| 7. rujna   |   |         |       |                      |
| Španjolska | - | Grčka   | 12:10 | (3:2, 3:3, 2:3, 4:2) |
| Rumunjska  | - | Italija | 10: 9 | (4:4, 2:5, 1:0, 3:0) |

### Za 5. mjesto
| 9. rujna |   |       |           |                               |
| Italija  | - | Grčka | 11:10 pr. | (2:1, 0:1, 3:3, 3:3;2:1, 1:1) |

### Poluzavršnica
| 8. rujna |   |            |       |                      |
| Mađarska | - | Španjolska | 16:10 | (5:3, 3:2, 4:1, 4:4) |
| Srbija   | - | Rumunjska  | 13: 6 | (4:0, 2:1, 3:2, 6:3) |

### Za brončano odličje
| 10. rujna  |   |           |       |                      |
| Španjolska | - | Rumunjska | 10: 4 | (2:1, 2:2, 3:0, 3:1) |

### Završnica
| , 10. rujna |   |          |      |                      |
| Srbija      | - | Mađarska | 9: 8 | (2:4, 4:1, 2:3, 1:0) |

Beograd, Tašmajdan. Sudci: Borrell (Španjolska), Tulga (Turska)
Srbija: Šefik, Trbojević, Gocić, V. Udovičić 1, Savić, Ikodinović 1, Nikić 1, Filipović 2, Ćirić, Šapić 1, Vujasinović 3, Peković, Šoro, Pijetlović, Prlainović. Izbornik: D. Udovičić
Mađarska: Szecsi, Da. Varga 1, Madaras 1, Steinmetz 1, Kasas 1, Szivos, Kiss, Hosnyanszky, Fodor 1, De. Varga 2, Kis, Molnar 1, Biros, Gor-Nagy, Jaszberenyi. Izbornik: D. Kemeny

### Konačni poredak
| Mj. | Država     |
| --- | ---------- |
| 1.  | Srbija     |
| 2.  | Mađarska   |
| 3.  | Španjolska |
| 4.  | Rumunjska  |
| 5.  | Italija    |
| 6.  | Grčka      |
| 7.  | Hrvatska   |
| 8.  | Njemačka   |
| 9.  | Rusija     |
| 10. | Nizozemska |
| 11. | Slovačka   |
| 12. | Slovenija  |

## Najbolji strijelci
| Mj. | Igrač                       | Pogodaka |
| --- | --------------------------- | -------- |
| 1.  | Srbija Aleksandar Šapić     | 33       |
| 2.  | Hrvatska Miho Bošković      | 21       |
| 3.  | Mađarska Tamás Kásás        | 20       |
| 4.  | Španjolska Guillermo Molina | 18       |
|     | Grčka Georgios Ntoskas      | 18       |

## Vanjske poveznice
- Službene stranice EP-a  Arhivirana inačica izvorne stranice od 2. veljače 2011. (Wayback Machine)
- LEN o beogradskom EP-u